# Kuća u Sječevcu
Kuća u mjestu Sječevac, u općini Samobor.

## Opis
Kuća je prizemnica građena u drugoj polovini 19. stoljeća, blago izduženog tlocrta, dvostrešnog poluskošenog krovišta strmih ploha s pokrovom od lima. Zidana je kamenom, širine stijena 60 cm, žbukana izvana i iznutra s naglašenim soklom izvedenim čađom. Oblikovni elementi arhitekture i inventara upućuju na zaključak da je zgrada građena za javnu državnu funkciju. Unutrašnjost je podijeljena na dvije sobe i kuhinju te središnji hodnik i prostor iz kojeg se pristupa u potkrovlje i tavan. Uza zid između velike i male sobe nalazi se zidana peć koja zagrijava obje prostorije. U kuhinji je zidani štednjak za pripremanje hrane s ugrađenim spremnikom za vodu.

## Zaštita
Pod oznakom Z-6035, zavedena je kao nepokretno kulturno dobro - pojedinačno, pravna statusa zaštićena kulturnog dobra, klasificirano kao "sakralna graditeljska baština".